# У слојевима
У слојевима је четврти студијски албум српске музичке групе Нежни Далибор. Албум је објављен 22. марта 2017. године за етикету Одличан хрчак, а доступан је у дигиталном формату и на компакт-диску.

## О албуму
Продукцију албума У слојевима потписује Каспар Вајнберг, некадашњи басиста аустралијске групе The Saints. Ово је уједно и прво издање Нежног Далибора које није продуцирао Борис Младеновић. Седам од укупно осам песама снимљено је у београдским студијима P3 и Gaspard Music. Првомајска је једина песма која је забележена у студију Underground Sound Factory, такође у Београду. Мастеровање албума урађено је у ротердамском студију .
Званична концертна промоција издања одржана је 22. марта 2017. у београдском клубу Електропионир.

## Успешност на топ листама

### Годишње листе албума
Албум У слојевима нашао се и на листама најбољих издања која су током 2017. објавили извођачи са простора некадашње СФРЈ.
| Назив листе                                                         | Приређивач листе | Позиција    | Изв.  |
| ------------------------------------------------------------------- | ---------------- | ----------- | ----- |
| Балканрок изабрао најбоље у 2017. години: Топ 30 регионалних албума | Балканрок        | без поретка | [ 7 ] |
| Најбољи домаћи и регионални албуми 2017. године                     |                  | 6.          | [ 8 ] |
| Најбољи регионални албуми и синглови 2017.                          |                  |             | [ 9 ] |

### Недељне листе синглова
| Назив песме | Назив листе | Приређивач листе | Најбољи пласман | Датум(и) најбољег пласмана | Изв.   |
| ----------- | ----------- | ---------------- | --------------- | -------------------------- | ------ |
| У слојевима | Дискомер    | Радио Студио Б   |                 | 17. јануар 2016.           | [ 10 ] |

## Списак песама
- Аутор свих текстова је Ивица Марковић. За компоновање музике била је заслужна цела група.[1][2]

| №               | Назив           | Напомене                                            | Трајање |  |
| 1.              | Заувек          |                                                     | 2:57    |  |
| 2.              | У слојевима     |                                                     | 4:33    |  |
| 3.              | Викенди         |                                                     | 4:29    |  |
| 4.              | Првомајска      | Једина песма на албуму која је снимљена у студију . | 4:33    |  |
| 5.              | Ми чекамо дан   | гост: Вања Вајнберг (вокал)                         | 5:08    |  |
| 6.              | Годину дана     |                                                     | 5:44    |  |
| 7.              | Много ствари    |                                                     | 4:53    |  |
| 8.              | Трчи!           |                                                     | 4:38    |  |
| Укупно трајање: | Укупно трајање: | Укупно трајање:                                     | 36:55   |  |

## Синглови и спотови
- 1. У слојевима
  - Сингл је објављен у децембру 2015. године.
  - Спот је режирао Рашко Миљковић.[11]

- 2. Викенди
  - Сингл је објављен крајем марта 2016. године.
  - Спот је режирала Марина Узелац.[12]

- 3. Првомајска
  - Сингл је објављен уочи Међународног празника рада 2016. године. Није пропраћен спотом.[5]

- 4. Годину дана
  - Сингл је објављен у октобру 2016. године. Није пропраћен спотом.[13]

- 5. Заувек
  - Сингл је објављен у марту 2017. године и пратио је излазак албума.
  - Спот је анимиран, а у његовој изради учествовали су Драган Јовановић, Давор Сопић, Владан Васиљевић и Александра Радовић.[3]

## Музичари

### Постава групе
- Ивица Марковић — гитара, вокал
- Љубомир Вучковић — бас-гитара, вокал
- Драган Јовановић — бубањ
- Давор Сопић — синтесајзер, гитара, даире [1][2]

### Гостујући музичари
- Вања Вајнберг — вокал (5) [1][2]

## Остали допринос албуму
- продуцент: Каспар Вајнберг
- тонски сниматељи: Каспар Вајнберг (1—3, 5—8), Урош Милкић (4)
- дизајн омота: Ивица Марковић
- фотографије: Сташа Букумировић [1][2]

## Рецензије
| Медиј     | Аутор рецензије    | Оцена         | Изв.   |
| --------- | ------------------ | ------------- | ------ |
| Балканрок | Сергеј Соколов     | 8/10 звездица | [ 4 ]  |
|           | Зоран Стајчић      | 9/10 звездица | [ 14 ] |
|           | Слободан Вујановић | 8/10 звездица | [ 15 ] |